# Amon (Juda)

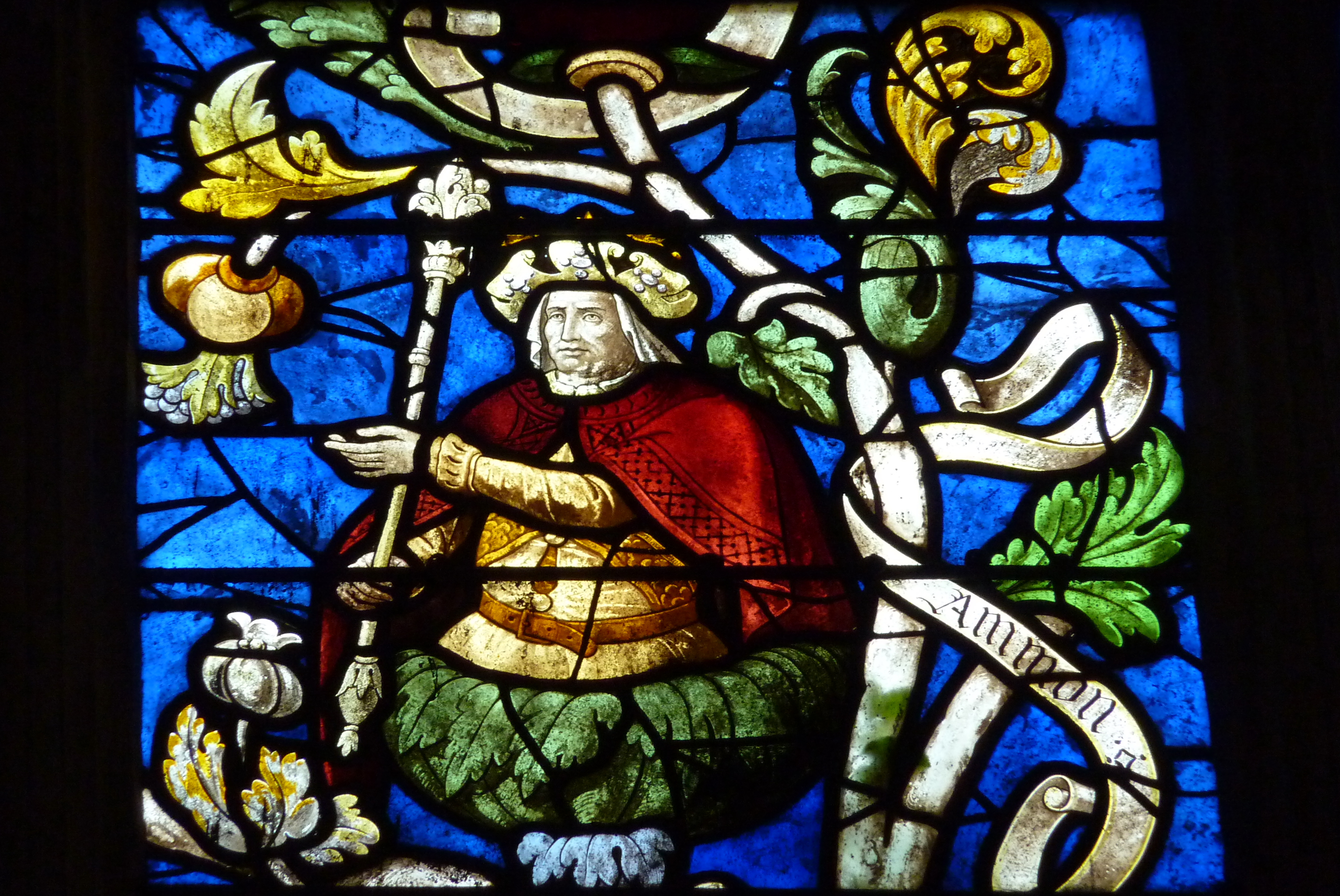
Bleiglasfenster mit der Darstellung der Wurzel Jesse in der Kirche Saint-Martin in Herblay-sur-Seine, König Amon

Amon (hebr. אמון) wurde mit 22 Jahren König von Juda als Sohn und Nachfolger des Manasse. Seine Regierungszeit dauerte wahrscheinlich von 642 bis 640 v. Chr. und war 2 Chr 33,21–25  bzw. 2 Kön 21,19–26  zufolge von der Abkehr des Königs vom Glauben an Gott geprägt, er praktizierte wie sein Vater Manasse Götzendienst. Die Ermordung Amons durch seine Hofbeamten galt daher im Nachhinein als eine gottgewollte Strafe, obwohl die Mörder des Königs kurz nach ihrer Tat vom Volk gelyncht wurden. Amons Nachfolger wurde sein noch unmündiger Sohn Joschija.